# Francis Yeats-Brown

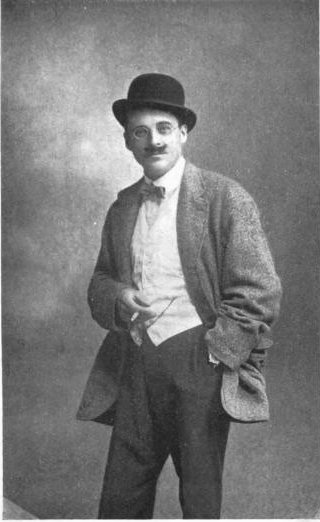
Francis Charles Claypon Yeats-Brown recebeu condecorações como a "Cruz de Voo Distinto".

Francis Charles Claypon Yeats-Brown, DFC (15 de agosto de 1886 - 19 de dezembro de 1944) foi um oficial do Exército Britânico da Índia e autor do livro de memórias The Lives of a Bengal Lancer, pelo qual foi premiado com o James Tait Black Memorial Prize de 1930.

## Condecorações
- 10 de outubro de 1919 - Francis Charles Claydon Yeats-Brown, da Força Aérea Real, recebe a Cruz de Voo Distinto em reconhecimento pelos serviços de destaque prestados durante a Primeira Guerra Mundial.[2]